# Динамо (ресторан)

Ресторан «Динамо»

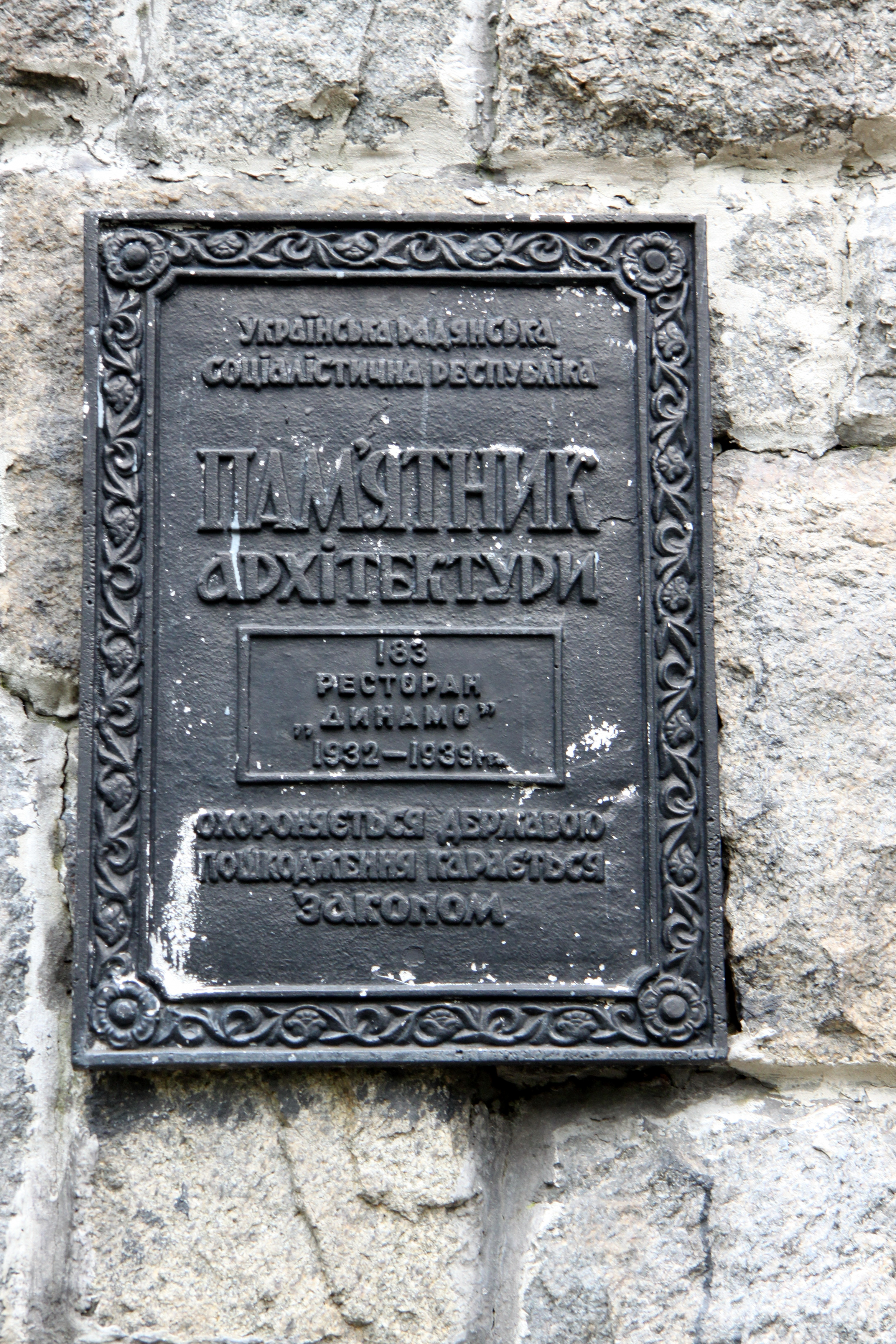
Табличка

«Дина́мо» — ресторан в Киеве, памятник архитектуры советского периода. Построен в 1934 году по проекту архитектора Иосифа Каракиса и Павла Савича. Охраняется государством.

## Описание здания
Пятиэтажное, по-европейски экстравагантное, здание ресторана построено в современном стиле — образец архитектуры конструктивизма. Это было клубное заведение, каждый этаж которого отличался от предыдущего. Сам ресторан занимал четыре этажа[уточнить].

Доктор архитектуры, профессор А. Я. Хорхот (1907—1993) следующим образом описал творчество И. Каракиса: 
Двадцатые годы — это эпоха Корбюзье, и на творчество Иосифа Юльевича она повлияла сильно. Вторым авторитетом, которого он всегда поднимал на щит, был Фрэнк Ллойд Райт. Он был влюблён в райтовскую пластику, манеру органической архитектуры, которую сам в определённой мере проповедовал.Из выступления А. Я. Хорхота, 1992 г.

А само здание в предпоследнем номере журнала «Архитектура СССР» было описано следующим образом: 
Сегодня мы называем это здание одним из лучших образцов Киевской архитектуры того времени. Это сооружение интересно ещё и тем, что в нём впервые в полной мере проявляется пристрастие архитектора к проблемам колористики и синтеза искусств —- новаторские приёмы для того времени, характеризующегося в целом серой аскетичностью провинциальных перепевов позднего конструктивизма.Ю. Бородкин, Т. Власова, С. Нивин. стр. 67. Мастера Архитектуры. АРХ3. Архитектура СССР. Май-июнь 1991. ISSN: 0004-1939

## История здания
Строительство здания началось в 1932 году и было завершено в 1934 году. Во время строительства здания было принято решение изменить конструкцию перекрытий —— протесты архитектора против такого изменения услышаны не были. Учитель Иосифа Юльевича, Рыков В. Н., который за свои шесть десятков лет уже многое повидал, посоветовал Иосиф Юльевичу составить соответствующую докладную записку, которая и была написана.
Здание долгие годы было престижным местом встречи элиты города Киева. В здании часто были правительственные банкеты. Через два года после начала эксплуатации здания в течение часа после окончания банкета, на котором присутствовало высокое военное начальство, потолок в зале обвалился. В ту же ночь за архитектором приехали и увезли, но через неделю отпустили —— помогла своевременная докладная записка и похлопотавший командующий Киевского военного округа И. Э. Якир, доказавший, что вины И. Каракиса в этом не было.
В 1934 году ресторан был отнесён к зданиям, которые «несомненно отходят от архитектурного штампа и имеют художественную ценность».
В 1990-х годах интерьер был переделан и был открыт ночной клуб «Динамо Люкс». В 2007 году были попытки разрушить данный памятник архитектуры, но этого не произошло. Позже в здании находится развлекательный комплекс «D’Lux». После проведения реставрационных работ в 2020—2021 году были восстановлены архитектурные элементы интерьера, проведён капитальный ремонт здания, с декабря 2021 года в здании работает коворкинг и ресторан «GENERATOR».

## Интересные факты
- На выставке в честь 100-летия с рождения Иосифа Юльевича Каракиса был сделан огромный торт (два на два метра) на котором был изображён ресторан «Динамо»[7].

## В литературных произведениях
- Владимир Киселёв. Девочка и птицелёт. Издательство «Детская литература», Москва, 1966.
- Анатолий Азольский. Маргара, или Расстреляйте меня на рассвете. Журнал «Дружба Народов» 2007, № 11.
- Евгения Зенюк. Друг мой — враг мой?
- Виктор Некрасов. В родном городе
- «Со щитом и мечом»: Каменяр; Львов; 1988 ISBN 5-7745-0107-8.
- Анатолий Азольский. «Диверсант»: Эксмо; Москва; 2004 ISBN 5-699-06396-X.
- Ипполит Соболь. «Время волков», Хайфа, 2003.